# Simon Bamford
Simon Bamford (n. 22 mai 1961, Peterborough, Anglia, Regatul Unit) este un actor englez de film, televiziune și scenă. Acesta este cunoscut pentru rolul lui cenobitului Butterball⁠(d) în filmul Hellraiser (1987) și în continuarea sa Hellbound: Hellraiser II (1988).

## Cariera
Simon a studiat la Mountview Academy of Theatre Arts și la Royal Academy of Dramatic Arts. A avut roluri pe scenă la Young Vic în Londra, la Chichester Festival Theatre a jucat alături de Nicholas Parsons⁠(d) și Ruthie Henshall⁠(d) în Follow the Star, iar la Cairo și București a interpretat The Complete Works of William Shakespeare (Abridged)⁠(d). În 1987, l-a interpretat pe demonul Butterball în primele două filme ale seriei Hellraiser. De asemenea, a avut rolul lui Ohaka în filmul lui Clive Barker, Eroare genetică. A mai avut roluri în filmele Book of Blood⁠(d) și Dead of the Nite. Face parte din distribuția filmului horror Mosaic, care urmează să fie lansat în 2023.
Din 2006, scrie recenzii pentru ziarul The Stage⁠(d) și susține discursuri la convențiile de film organizate în Bottrop, Münster și Londra.

## Filmografie
- Hellraiser (1987) - Butterball Cenobite
- Hellbound: Hellraiser II (1988) - Butterball Cenobite
- Nightbreed (1990) - Ohnaka
- Book of Blood (2009) - Derek
- Dead of the Nite (2012) - Gary
- Riley (2013) - The Man
- Parson & Son (2013) - Mr Parson
- The 4th Reich (2013) - Unterscarfuhrer Kraus
- Starfish (2016) - Senior Consultant
- You're So Cool, Brewster: The Story of Fright Night (2016) - Peter Vincent
- Dark Ditties presents The Offer (2017) Jonathon Brook Davies
- Dark Ditties presents Mrs Wiltshire (2018) Alison Wiltshire & Jonathon Brook Davies
- Dark Ditties presents Finders Keepers (2018) Mr Wainwright
- Dark Ditties presents The Witching Hour (2019) - Leslie Topper
- The Haunting of Margam Castle (2020) - Witchfinder General
- 14 Ghosts - (2021) Mr Peindre